# Омельяновский, Виталий Владимирович
Виталий Владимирович Омельяновский (род. 1964) — генеральный директор ФГБУ «Центра экспертизы и контроля качества медицинской помощи» Министерства здравоохранения Российской Федерации, клинический фармаколог, доктор медицинских наук, профессор.

## Образование и карьера
В 1987 г. окончил 2-й Московский ордена Ленина государственный медицинский институт имени Пирогова по специальности «Лечебное дело». С 1987 по 2009 гг. являлся аспирантом, ассистентом профессора, а затем профессором кафедры клинической фармакологии РГМУ. В 1991 г. защитил кандидатскую диссертацию. В 1998 г. окончил Российскую академию народного хозяйства и государственной службы при Президенте Российской Федерации по специальности «Финансы и кредит». С 1998 по 2000 гг. являлся руководителем отдела клинической фармакологии Московской городской клинической больницы № 13. В 2001 г. защитил докторскую диссертацию в Российском государственном медицинском университете им. Н. И. Пирогова (РГМУ). С 2009 по 2012 работал директором НИИ клинико-экономической экспертизы и фармакоэкономики Российского национального исследовательского медицинского университета им. Н. И. Пирогова (РНИМУ).

## Профессиональная и научная деятельность
Автор более 130 научных статей, трех монографий. Генеральный директор ФГБУ «Центра экспертизы и контроля качества медицинской помощи» Министерства здравоохранения Российской Федерации. Директор Центра по оценке технологий в здравоохранении Российской академии народного хозяйства и государственной службы при Президенте Российской Федерации. Директор Центра финансов здравоохранения Научно-исследовательского финансового института Министерства финансов России. Председатель правления Автономной некоммерческой организации «Национальный центр по оценке технологий в здравоохранении». Председатель Экспертного совета по здравоохранению Комитета Совет Федерации Федерального Собрания Российской Федерации по социальной политике. Президент Российского отделения по оценке технологий в здравоохранении Международного общества фармакоэкономических исследований и оценки исходов (International Society for Pharmacoeconomics and Outcomes Research, ISPOR). Главный редактор рецензируемых журналов "ФАРМАКОЭКОНОМИКА. Современная Фармакоэкономика и Фармакоэпидемиология Архивная копия от 8 мая 2015 на Wayback Machine" и «Медицинские технологии. Оценка и выбор Архивная копия от 14 марта 2022 на Wayback Machine». Член редакционной коллегии журнала «Качественная клиническая практика», журнала «Инфекция и антибактериальная химиотерапия» и журнала «Здоровье нации». Член Совета по делам инвалидов при Председателе Совета Федерации Федерального Собрания Российской Федерации. Главный клинический фармаколог Министерства здравоохранения Московской области. Член Научно-экспертного совета при Председателе Совета Федерации Федерального Собрания Российской Федерации. Эксперт Аналитического центра при Правительстве РФ

## Награды и премии
- В 2012 г. Виталий Владимирович Омельяновский был награжден благодарностью Председателя Совета Федерации за достижения в области развития российского здравоохранения (http://www.ranepa.ru/sobytiya/novosti/4801-omelyanovsky-sovfed Архивная копия от 7 февраля 2018 на Wayback Machine).
- В 2014 г. Виталию Владимировичу Омельяновскому вручена медаль и грамота Президента России Владимира Путина. (http://www.ranepa.ru/sobytiya/novosti/7178-omelyanovsky-nagrazhden Архивная копия от 7 февраля 2018 на Wayback Machine).